# Широки дол
Широки дол е село в Западна България. То се намира в Община Самоков, Софийска област.

## География
Село Широки дол се намира в Югозападна България в подножието на Плана планина, на 57 км от столицата София, на 7 км от общинския център Самоков и на 17 км от зимния курорт Боровец. Отстои на 2 км от главния път София - Самоков. От селото пътуват редовни автобуси до гр. Самоков, откъдето може да се направи връзка за София, Дупница, Пловдив, Сандански и др.
Селото е разположено в широк планински дол, откъдето носи и името си. Оградено е отвсякъде от планински ридове и възвишения, които разкриват прекрасна панорамна гледка към Рила планина и величествените ѝ върхове, начело с Мусала.
Река Палакария разполовява селото на две части. Друга река, която минава през селото и носи неговото име, е Широкодолка. Тя е пълноводна през пролетта и почти пресъхва през лятото.
Широки дол е добър изходен пункт за планински преходи в Плана, която е леснодостъпна и проходима планина. Прекрасните поляни по долината на р. Широкодолка, в съчетание с вековни борови гори са предпочитано място за излети и пикници за жителите и гостите на селото.

## Население
- 1934 г. – 1522 жители
- 1946 г. – 1721 жители
- 1956 г. – 1686 жители
- 1975 г. – 1562 жители
- 1992 г. – 1339 жители
- 2001 г. – 1174 жители
- 2008 г. – 965 жители
- 2009 г. – 961 жители
- 2010 г. – 946 жители
- 2011 г. – 942 жители
- 2021 г. – 890 жители

Според броя на населението Широки дол е едно от най-големите села в община Самоков. Въпреки това за последните 60 години броят е намалял почти двойно. Това се дължи от една страна на отрицателния естествен прираст и от друга страна на близостта на селото до гр. Самоков и столицата гр. София. Поради липсата на възможности за препитание голяма част от младите хора мигрират към големите градове.

## История
Липсват точни и ясни сведения и документи за възникването на селището. Със сигурност обаче се знае, че първите обитатели са преселници от Егейска и Пиринска Македония.

## Обществени институции
- Кметство.
- Читалище
- Детска градина

## Културни и природни забележителности
- Селището е доста старо. За това най-красноречиво говори църквата, която е от около 11 век. Както и калето, което се намира на 1 километър от селото. Имало е и манастир. Тази крепост е била едно от последните убежища на цар Иван Шишман по време на османското завоевание.
- Паметник на загиналите във войните.
- Също така в красивата гора над това уютно селце се намират още много забележителности като например „Форгона“, „Дабъ“, „Бакрачевата сея“ и др.
- В околността също много прочут е и футболния тим ФК „Гранит“ Широки дол. Много футболни запалянковци с наслада гледат състоящите се на стадиона мачове.
- Черква "Света благородица" намираща се след река Широкодолка

## Редовни събития
Всяка година се провежда традиционен събор на Илинден. Има едноименен параклис до селото, при който се прави курбан. Има и музика, която след курбана от параклиса се пренася на площада на селото и веселбите продължават до късно вечерта.